# Inverness (Mississippi)
Inverness is een plaats (town) in de Amerikaanse staat Mississippi, en valt bestuurlijk gezien onder Sunflower County.

## Demografie
Bij de volkstelling in 2000 werd het aantal inwoners vastgesteld op 1153.
In 2006 is het aantal inwoners door het United States Census Bureau geschat op 1048, een daling van 105 (-9,1%).

## Geografie
Volgens het United States Census Bureau beslaat de plaats een oppervlakte van
3,7 km², geheel bestaande uit land. Inverness ligt op ongeveer 35 m boven zeeniveau.

## Plaatsen in de nabije omgeving
De onderstaande figuur toont nabijgelegen plaatsen in een straal van 24 km rond Inverness.